# Portrait of Cannonball
Portrait of Cannonball es un álbum de estudio del músico estadounidense de jazz Cannonball Adderley editado en 1958. Fue su primera grabación para Riverside e incluye  Blue Mitchell, Bill Evans, Sam Jones, y Philly Joe Jones.
Dos días después de grabar el álbum, Adderley y Evans participan en el Newport Jazz Festival, cita grabada en el disco de Miles Davis y Thelonious Monk, Miles and Monk At Newport (1958), y que incluye a John Coltrane, Paul Chambers y Jimmy Cobb.

## Lista de temas
1. "Minority" (Gigi Gryce) -  7:05
2. "Straight Life" - 5:32
3. "Blue Funk" (Sam Jones) - 5:34
4. "A Little Taste" - 4:40
5. "People Will Say We're in Love" (Oscar Hammerstein II, Richard Rodgers) - 9:42
6. "Nardis" (Miles Davis) - 5:33
7. "Minority" [alternate take 2] (Gryce) - 7:32 Bonus track on CD reissue
8. "Minority" [alternate take 3] (Gryce) - 7:12 Bonus track on CD reissue
9. "Nardis" [alternate take 4] (Davis) - 5:35 Bonus track on CD reissue

- Grabado en Nueva York el 1 de julio de 1958

## Personal
- Cannonball Adderley - saxo alto
- Blue Mitchell - trompeta
- Bill Evans - piano
- Sam Jones - contrabajo
- Philly Joe Jones - batería